# Bill Graham (promotér)
Bill Graham (8. ledna 1931 – 25. října 1991) byl americký promotér. Byl manažerem mnoha hudebníků, mezi které patří Jefferson Airplane (1967–1968) a Taj Mahal. V roce 1992 byl uveden do Rock and Roll Hall of Fame.